# Carmella DeCesare
Carmella Danielle Garcia (* 1. Juli 1982 in Avon Lake, Ohio, als Carmella Danielle DeCesare) ist ein US-amerikanisches Fotomodell und Wrestlerin. Sie wurde zum Playboy-Playmate im Monat April 2003 und später zum „Playmate des Jahres 2004“ gewählt. 

## Leben
DeCesare machte 2000 ihren Abschluss an der Magnificat High School. 
Im Sommer 2002 machte DeCesare bei Who Wants to Be a Playboy Centerfold? mit und wurde zur Miss April 2003 ernannt. Im darauffolgenden Jahr wurde sie zur Playmate of the Year gewählt. Sie war anschließend in weiteren Playboy-Ausgaben zu sehen und wurde auch im Playboy Swimsuit Calendar 2005 abgebildet.
DeCesare nahm am World Wrestling Entertainment $ 250.000 RAW Diva Search teil und wurde Zweite hinter Christy Hemme. Da sie sich bereits während der Diva Search als Zicke präsentierte und viele Streitigkeiten mit ihren Mitkonkurrentinnen Amy Weber, Candice Michelle, Maria, Joy Giovanni und Michelle McCool hatte, wurde sie in der Folge als Heel eingesetzt. Ihr Debüt im Wrestling gab sie bei Taboo Tuesday 2004 in einem sogenannten „Lingerie Pillow Fight“ („Kissenschlacht in Unterwäsche“) gegen Erstplatzierte Christy Hemme, die sie besiegen durfte. In der Folgezeit hatte sie einige Auftritte in den wöchentlichen Shows, ehe man sie, wie eine Reihe weiterer ehemaliger Teilnehmer, wieder entließ.
2008 veröffentlichte Sports Illustrated eine Bildstrecke von ihr in ihrer jährlich erscheinenden Sonderausgabe Sports Illustrated Swimsuit.
Carmella Danielle Garcia ist heute Vizepräsidentin der von ihrem Mann gegründeten Pass It On Foundation.

## Privatleben
Seit April 2007 ist sie mit dem ehemaligen Football-Spieler Jeff Garcia verheiratet. Das Paar hat vier Kinder (zwei Töchter, zwei Söhne). 